# Nea (Vorname)
Nea (auch Néa, Neah, Nean oder  Neea) ist eine Kurzform von Vornamen auf –nea, besonders
des Vornamens Linnea, wird aber auch als selbständiger Vorname verwendet. Der Vorname ist hauptsächlich in Schweden und Finnland verbreitet und kam bis 2011 selten vor.

## Herkunft und Bedeutung
Nea wird häufig als Kurzform von Linnea angesehen, findet aber auch Verwendung als Kurzform von Antinea, Janea, Minea, Phinea und anderen Vornamen auf –nea.

## Verbreitung
Deutschland. In Deutschland ist der Vorname Nea seit 1990 gebräuchlich und gehört zu den sehr seltenen Vornamen.
Finnland. Von 1900 bis Ende 2011 gab und gibt es in Finnland etwa 6.500 Frauen mit dem Namen Nea und 2.500 mit dem Namen Neea. In der ersten Dekade des 21. Jahrhunderts trugen um 1 % bzw. 0,5 % der weiblichen Bevölkerung den Vornamen Nea bzw. Neea.
Schweden. Als selbständiger Vorname gehörte Nea von 2001 bis 2011 zu den sehr seltenen Vornamen (durchschnittlich 36 Neugeborene pro Jahr mit steigender Tendenz). Bis Ende 2011 trugen 651 Frauen den Vornamen Nea.

## Varianten
- Néa, von Linnéa abgeleitete Kurzform.
- Neah, kreative Schreibweise von Nea.[7]
- Nean, schwedische Kosename für Nea.[8]
- Neea, eine finnische Kurzform von Linnea.[9]

## Namenstag
Für den Vornamen Nea ist kein Namenstag bekannt. Wenn Nea von einem anderen Vornamen abgeleitet ist, gilt dessen Namenstag.

## Namensträgerinnen
- Nea Weissberg (* 1951), deutsche Schriftstellerin und Publizistin
- Nea Karlsson, Figur aus dem Videospiel Dead by Daylight

### Allgemein
- Baby-Vornamen.de .
- Beliebte Vornamen (Deutschland 1890-heute, Länderlisten, mit Quellenangaben) .
- Familienbande24 .
- Nordic Names .

### Statistik
- Statistik Finnland: National Population Register Centre of Finland .
- Statistik Schweden: Statistics Sweden.